# Bryophyllum pinnatum
Bryophyllum pinnata é uma espécie de planta com flor pertencente à família Crassulaceae. 

## Usos medicinais
Kalanchoe pinnata Lam.  apresenta interessantes propriedades medicinais. Suas folhas são utilizadas em cataplasma para tratar enxaqueca e ferimentos. Há evidência de seu efeito como hipotensiva e anti-inflamatória.

## Sinônimos
A espécie Bryophyllum pinnatum possui 15 sinônimos reconhecidos atualmente.
- Bryophyllum calycinum Salisb.
- Bryophyllum germinans Blanco
- Cotyledon calycina Roth
- Cotyledon calyculata Sol. ex Sims
- Cotyledon calyculata Solander
- Cotyledon pinnata Lam.
- Cotyledon rhizophylla Roxb.
- Crassula pinnata (Lam.) L.f.
- Crassuvia floripendia Comm. ex Lam.
- Crassuvia floripenula Comm.
- Kalanchoe brevicalyx (Raym.-Hamet & H. Perrier) Boiteau
- Kalanchoe calcicola (H. Perrier) Boiteau
- Kalanchoe pinnata (Lam.) Pers.
- Sedum madagascariense Clus.
- Vereia pinnata (Lam.) Spreng.

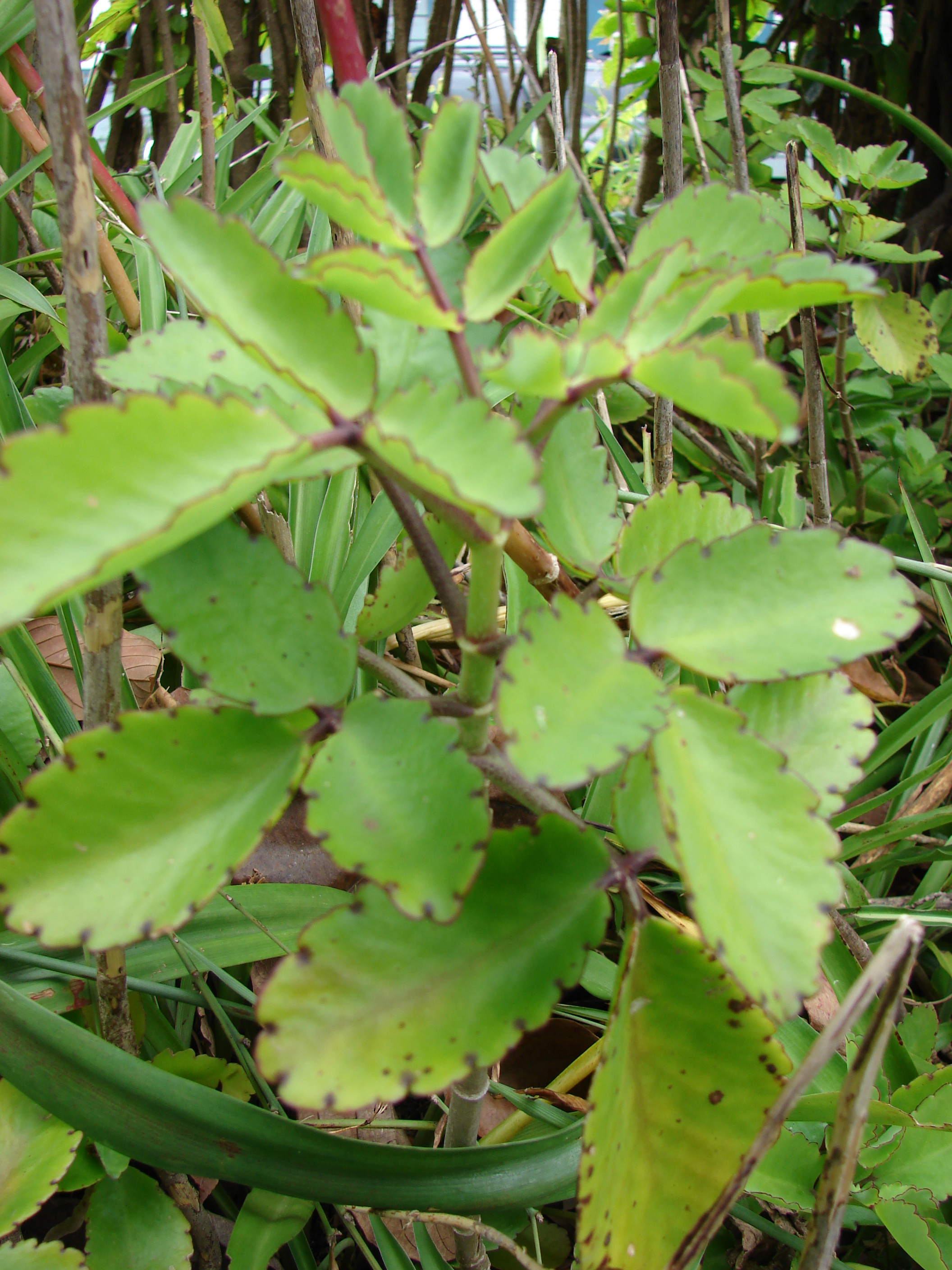
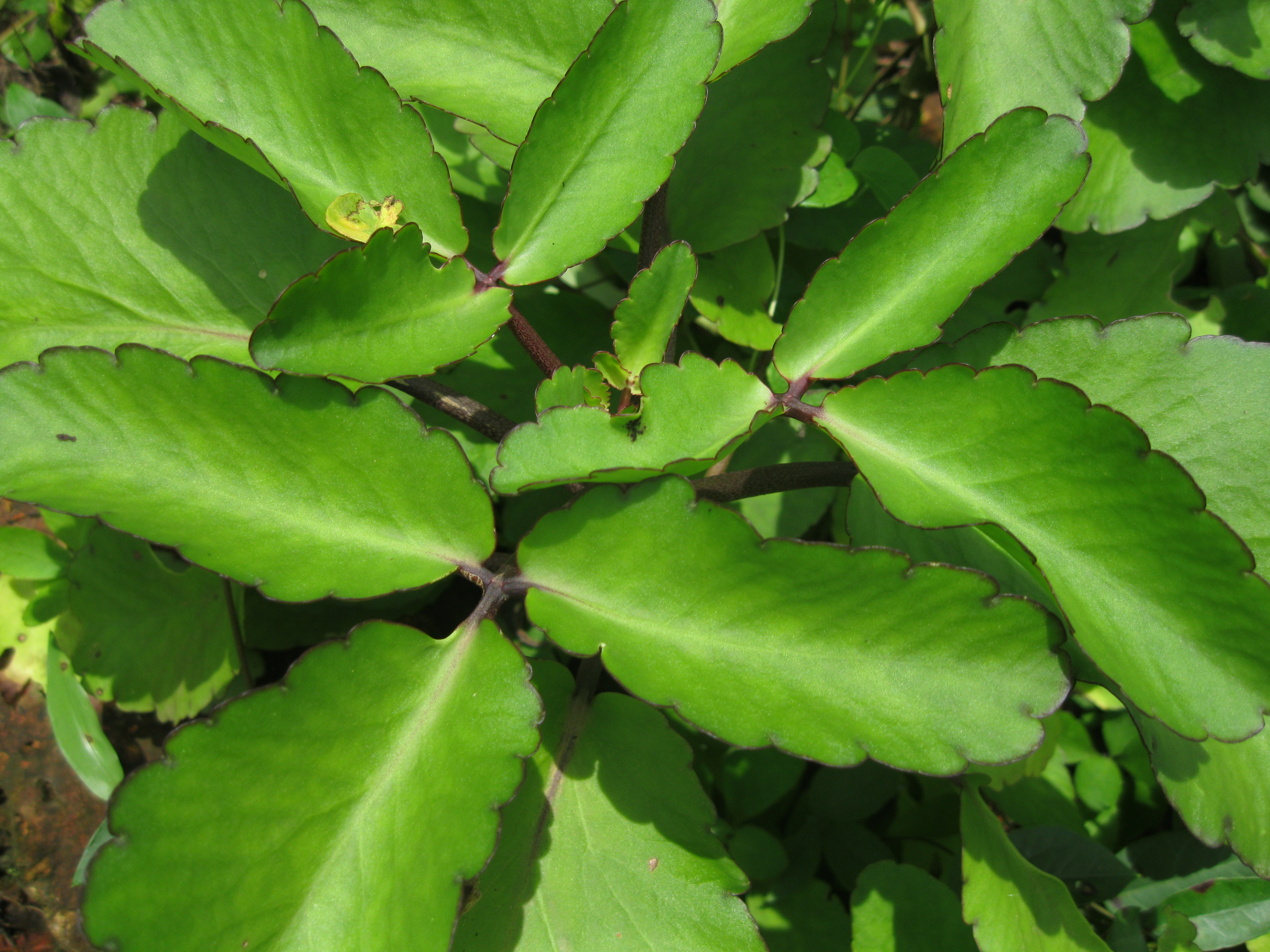
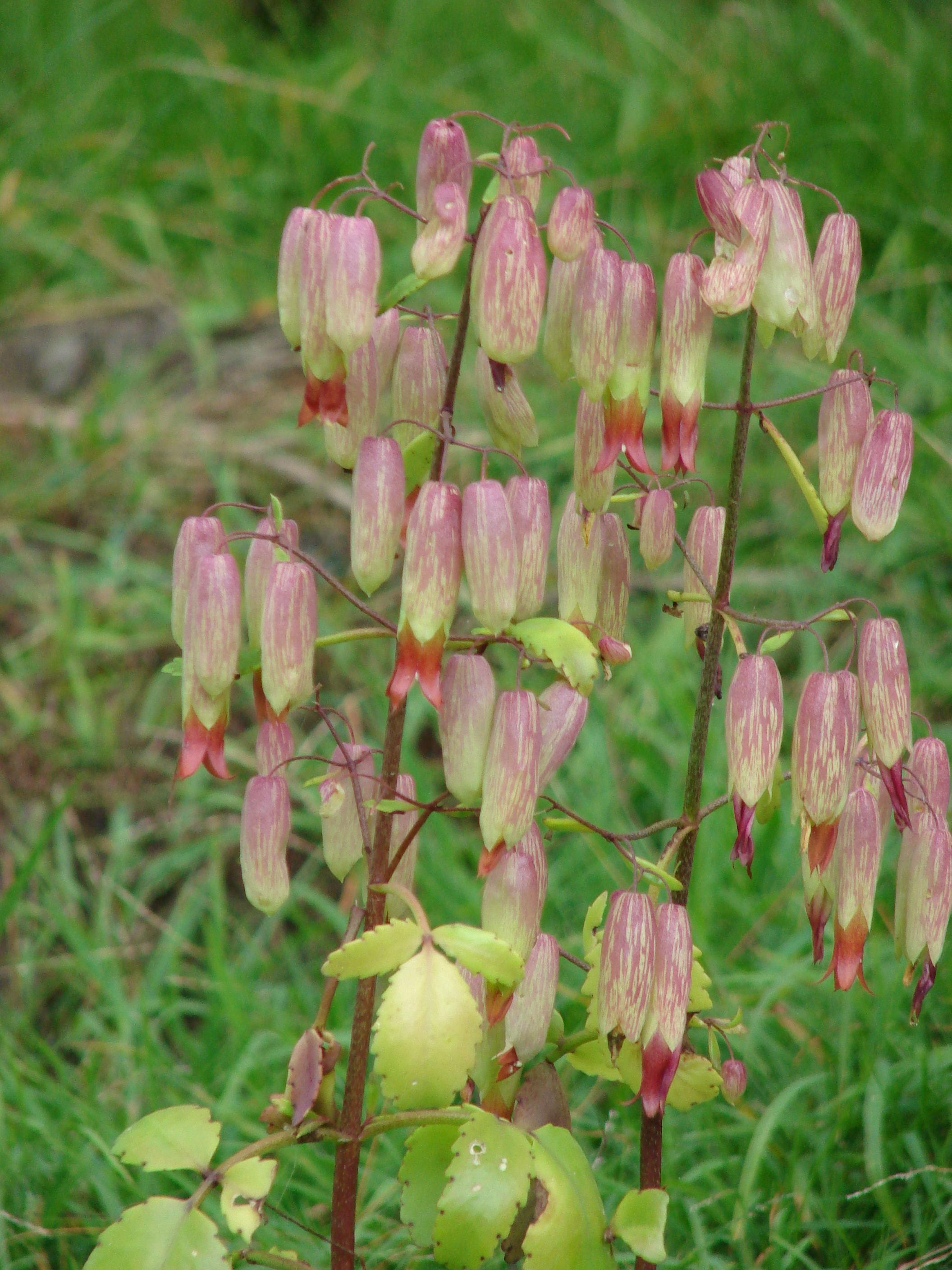
Cacho de flores
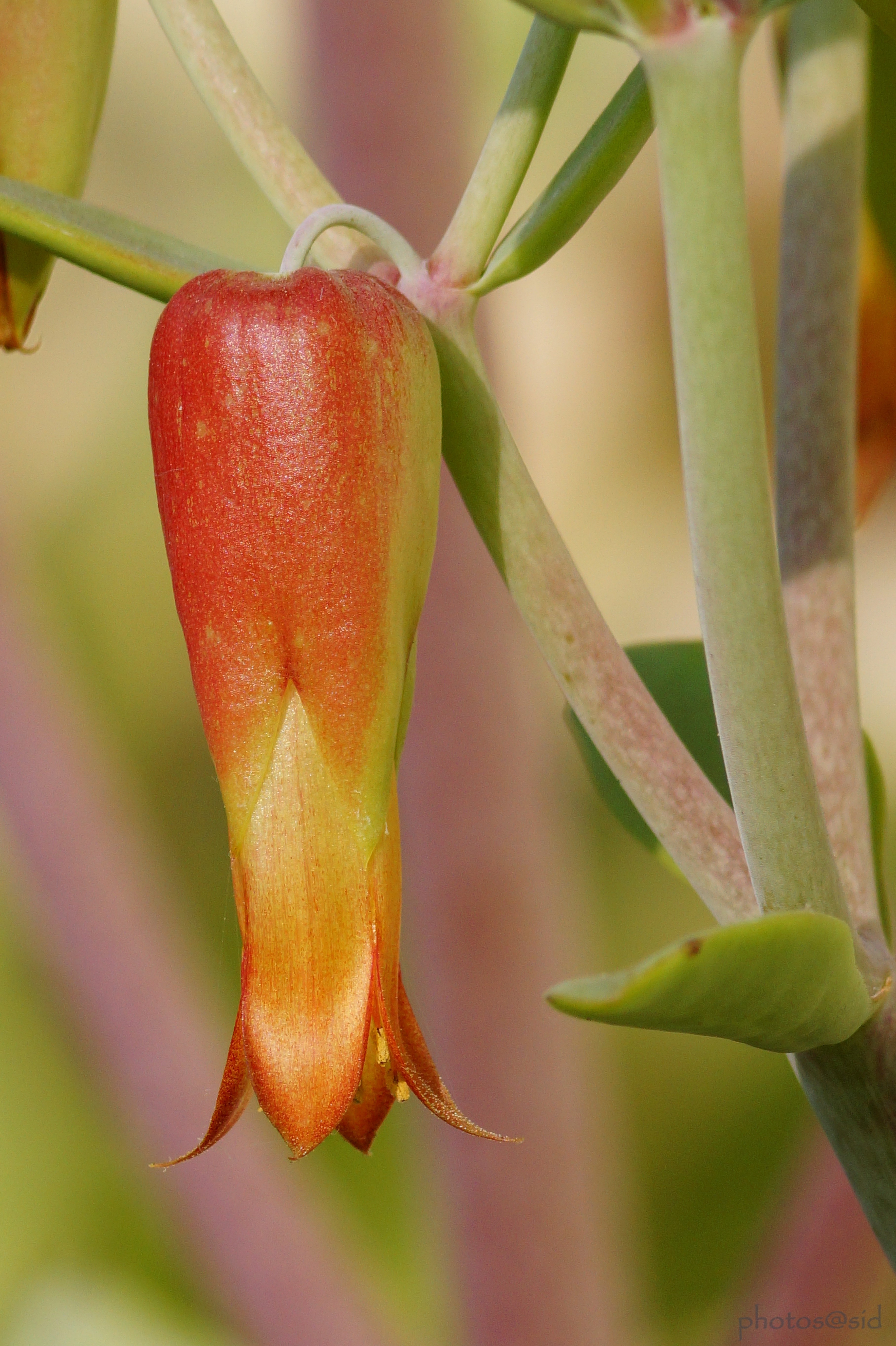
Detalhe da flor